# Иодистая кислота
Иодистая кислота — неорганическое соединение иода,
неустойчивая кислота с формулой HIO2,
существует только в растворах,
образует соли иодиты.

## Получение
- Реакция иодноватой кислоты с перекисью водорода:

{\displaystyle {\mathsf {HIO_{3}+H_{2}O_{2}\ {\xrightarrow {}}\ HIO_{2}+O_{2}\uparrow +H_{2}O}}}

## Физические свойства
Иодистая кислота существует только в растворах.
Образует соли иодиты.

## Химические свойства
- Диспропорционирует при хранении:

{\displaystyle {\mathsf {2HIO_{2}\ {\xrightarrow {}}\ HIO_{3}+HIO}}}